# Nucleotide excision repair
Nucleotid excision repair (NER) är en reparationsmekanism för skador på baser i cellulärt DNA. Denna reparationsmekanism finns både hos eukaryoter och prokaryoter och funktionen kan variera något mellan olika organismer. Till skillnad från single patch base excision repair som bara klipper ut och ersätter en bas från DNA-strängen och long patch base exicision repair som byter ut upp till 10, så byts under NER upp till runt 30 baser ut. NER-maskineriet aktiveras exempelvis vid förekomst av tymindimerer orsakade av UV-strålning, kemisk modifiering av baser såsom addition av en molekyl (till exempel en substans ur gruppen polycykliska aromatiska kolväten). I människor ger defekter i olika proteiner som är involverade i NER sjukdomen xeroderma pigmentosum som varierar i allvarlighet beroende på vilket protein som är defekt.

## Funktion
NER-reparation ser lika ut hos de komplementära DNA-strängarna men sker med högre frekvens i den transkriberade strängen. Detta beror på att det finns två olika vägar att aktivera NER, Transcription coupled repair (TCR), som initieras då RNA-polymeras II, känner igen en skada och Global genome repair (GGR) som aktiveras av skador som inte sitter i aktiva gener. Det som beskrivs nedan är funktionen av NER i däggdjur. 
I icke-transkriberat DNA detekteras DNA-skadan av enzymet XPC och/eller DDB ( som består av DDB 1 och 2: p127 och p48 (XPE)) som aktiverar NER. XPC kommer bara binda till skadan och aktivera NER om både strängen med den skadade basen och den motstående strängen uppvisar en förändring i strukturen. Ett av de första stegen i NER efter aktivering är rekryteringen av komplexet TFIIH som består av ett tiotal proteiner bland andra helikaserna XPD och XPB, dessa separerar DNA-strängarna så att resten av reparationen kan ta plats. Efter att DNA öppnats klyver två endonukleaser, XPF och XPG på var sin sida om, och, ett antal nukleotider från skadan. Totalt avlägsnas mellan 20 och 34 nukleotider varpå något av DNA-polymeraserna delta, epsilon eller kappa syntetiserar en ny bit DNA tillsammans med det essentiella proteinet PCNA (proliferating cell nuclear antigen) och den borttagna delen DNA med den skadade basen ersätts. När detta är slutfört kommer DNA ligeras av DNA-ligas 1 och strängen är nu intakt igen. 
Om en skada i finns kvar när transkriptionsmaskineriet kommer så kan NER också aktiveras men istället för att XPC eller XPE känner av skadan så består signalen till reparationskomplexet av att RNA-polymeras II fastnar och därmed signalerar.